# Mk17 (魚雷)
Mk17とはアメリカ合衆国が開発、運用した駆逐艦用の魚雷。潜水艦搭載用のMk16魚雷と同等のNavolと称する過酸化水素水を用いた機関を有している。既存のMk15と比較し、射程・雷速は大幅に向上しているものの、重量も1.3tから2.1tへと重くなっている。
1940年に開発が開始されたが、第二次世界大戦への参戦と共に既存魚雷の生産・改良が急がれたため、一時開発中止となり、1944年より開発が再開された。終戦前に生産は開始されたものの、実戦使用は行われていない。